# Dieter Mayer (Germanist)
Dieter Mayer (* 26. Januar 1934 in Pappenheim; † 9. Dezember 2022) war ein deutscher Germanist, Schulleiter und Hochschullehrer.

## Werdegang
Von 1954 bis 1959 studierte Mayer Germanistik, Geschichtswissenschaft, Philosophie und Geographie für das Höhere Lehramt an den Universitäten München und Würzburg und legte das Erste Staatsexamen ab. Dann folgten das Studienseminar in Würzburg  und das Zweite Staatsexamen von 1959 bis 1961. Anschließend war er bis 1982 Gymnasiallehrer sowie Seminarlehrer und -leiter in Schweinfurt. 1982 wurde er als Nachfolger von Alfred Englmann Direktor des Friedrich-Dessauer-Gymnasiums in Aschaffenburg und Leiter des dortigen Studienseminars (1982 bis 1996).
Neben seiner Tätigkeit als Lehrer promovierte er 1972 an der Universität Würzburg mit einer literaturgeschichtlichen Arbeit über Döblins Wallenstein und habilitierte 1978 an der Universität Mainz mit einer literaturgeschichtlichen und literaturhistorischen Arbeit über Kunsttheorie, Gesellschaftsauffassung und Kulturpolitik in der Weimarer Republik (1919–1924). Dort wurde er zum Honorarprofessor ernannt (nichtbediensteter Professor für Neuere Deutsche Literaturgeschichte). Im Jahr 2000 wurde er entpflichtet.
In der Zeit von 1980 bis 2004 war er Herausgeber und Mitautor mehrerer Lehrbuchreihen für den Deutschunterricht an Gymnasien.

## Veröffentlichungen
- Alfred Döblins Wallenstein. Zur Geschichtsauffassung und zur Struktur. Dissertation, Universität Würzburg 1970/1971. Fink, München 1972.
- Linksbürgerliches Denken. Untersuchungen zur Kunsttheorie, Gesellschaftsauffassung und Kulturpolitik in der Weimarer Republik (1919–1924). Habilitationsschrift. Universität Mainz. Fink, München 1981.
- (Hrsg.): Hans Fallada: Kleiner Mann - was nun? Historische, soziologische, biographische und literaturgeschichtliche Materialien zum Verständnis des Romans. Diesterweg, Frankfurt am Main u. a. 1978.
- Bürgertum und Bürgerlichkeit in Deutschland Arbeitsbuch zur Literaturgeschichte und Literatursoziologie. Buchner, Bamberg 1978.
- (Hrsg.): Texte zur Romantheorie. 2. Auflage. Diesterweg, Frankfurt am Main/Berlin/München 1980.
- Materialien Alfred Döblin „Berlin Alexanderplatz“. Ausgewählt und eingeleitet von Dieter Mayer. Klett, Stuttgart 1980.
- Alfred Döblin. Stationen seines Lebens und Denkens. Mit Materialien. Auswahl der Texte und der Materialien von Dieter Mayer. Klett, Stuttgart 1981.
- Kurt Tucholsky, Joseph Roth, Walter Mehring. Beiträge zu Politik und Kultur zwischen den Weltkriegen. Lang, Frankfurt am Main/Berlin/Bern/Wien u. a. 2010.
- (Hrsg.): Kurt Tucholskys Briefe an Walter Hasenclever: „lieber Freund, uns haben sie falsch geboren“. Mit Anmerkungen von Dieter Mayer. Ille & Riemer, Leipzig/Weissenfels 2017.